# Кріс Джонсон
Кріс Джонсон (англ. Chris Johnson; 8 серпня 1971, Манчестер) — канадський боксер ямайкського походження, призер Олімпійських та Панамериканських ігор і чемпіонату світу серед аматорів.

## Аматорська кар'єра
1990 року на Іграх Співдружності, здобувши чотири перемоги, виграв золоту медаль.
1991 року завоював срібну медаль на Панамериканських іграх, здобувши дві перемоги і програвши у фіналі Рамону Гарбей (Куба).
На чемпіонаті світу 1991 завоював бронзову медаль.
- В 1/8 фіналу переміг Альтангереб Банді (Монголія) — RSC 3
- У чвертьфіналі переміг Кім Бо Ан (Південна Корея) — 29-4
- У півфіналі програв Томмазо Руссо (Італія) — 21-27

На Олімпійських іграх 1992 завоював бронзову медаль.
- В 1/8 фіналу переміг Мухаммед Силувангі (Заїр) — TKO 3
- У чвертьфіналі переміг Стефана Трендафілова (Болгарія) — TKO 1
- У півфіналі програв Крісу Берду (США) — 3-17

## Професіональна кар'єра
Впродовж 1993—2001 років провів 30 боїв. Розпочинав кар'єру у середній вазі. 1998 року завоював звання чемпіона світу за малозначимою версією WBF у напівважкій вазі. У двох останніх поєдинках програв чемпіонам світу американцям Реджі Джонсону і Антоніо Тарверу.